# Заповідник Моремі

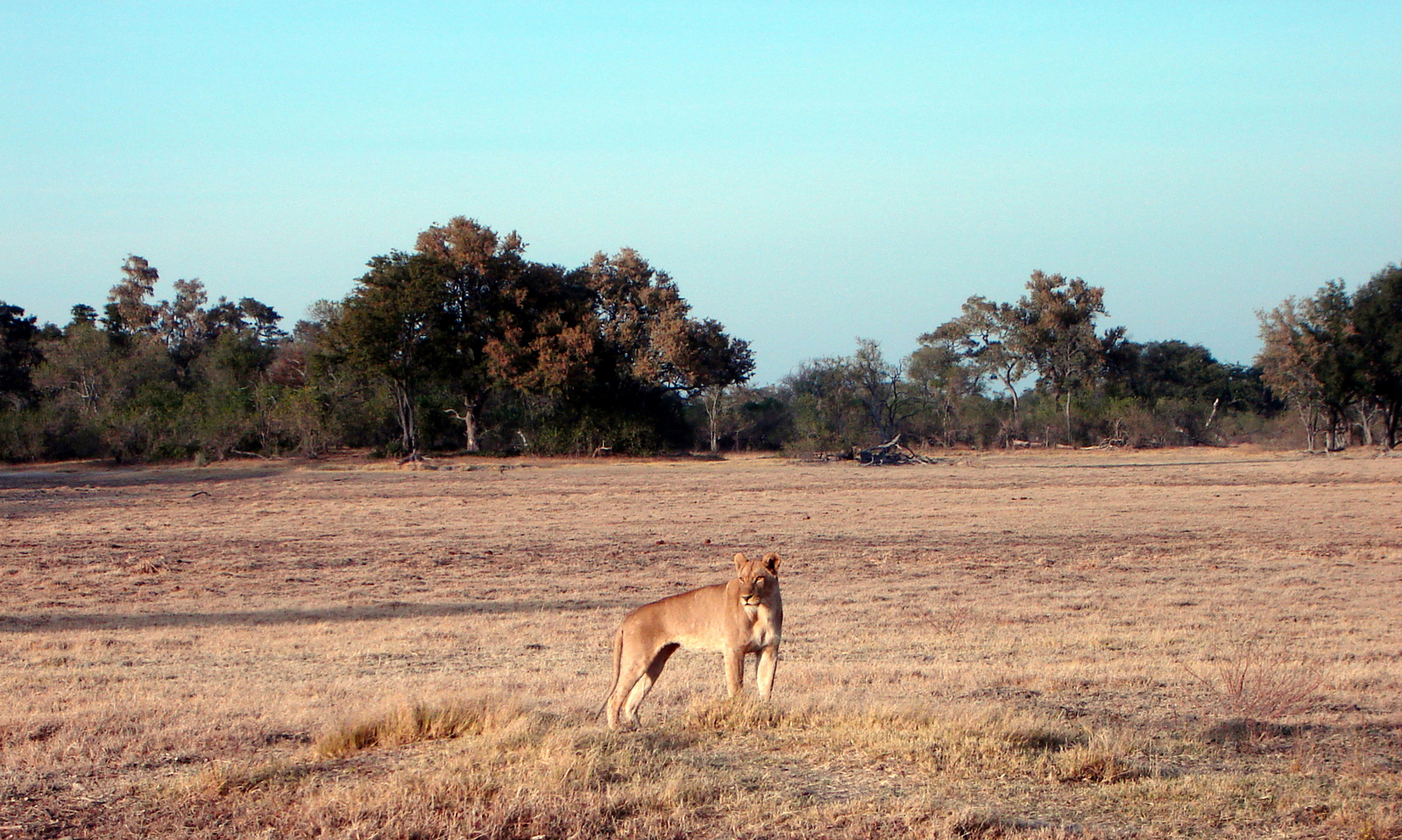
Левиця в заповіднику Моремі

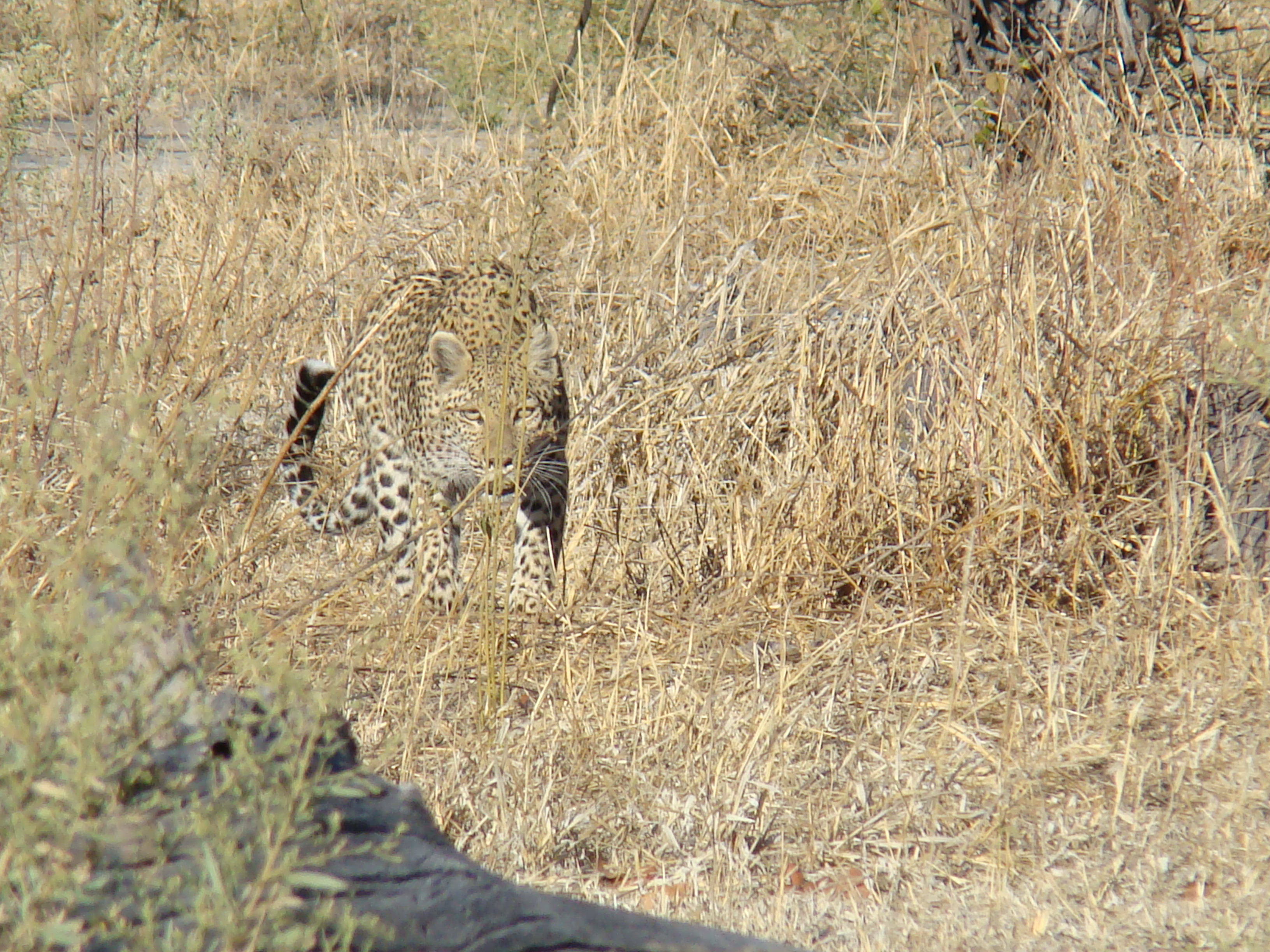
Леопард крадеться у траві

Заповідник Моремі є охоронюваною територією в Ботсвані. Він розташований у центрі дельти Окаванго і був названий на честь вождя Моремі з племені Батавана. Моремі було визначено як заповідник, а не національний парк, коли його створювали. Це означало, що басарва та бушмени, які там жили, мали право залишатися в заповіднику.
Заповідник Моремі займає трохи менше 5000 км², охоплюючи значну частину східної частини дельти Окаванго та поєднуючи постійні водойми з більш сухими областями дельти. На північному сході заповідник межує з Національним парком Чобе. Лише близько 30% заповідника займає суходіл, решта — це затоплені території дельти Окаванго.

## Тваринний і рослинний світ
Заповідник Моремі, хоч і не є національним  парком, вважається однією з найкращих природоохоронних територій в Африці та має велике різноманіття та концентрацію тварин. Середовища його існування напрочуд різноманітні та поєднують мопанові і акацієві ліси, заплави і лагуни. Тут проживає майже 500 видів птахів (від водоплавних до лісових) і величезна кількість ссавців, включаючи лева, леопарда, сервала, каракала, африканського слона, африканського буйвола, чорного носорога, бегемота, жирафа, рівнинну зебру, блакитного гну, гепарда, плямиста гієна, буру гієну, чорноспинного шакала, смугастого шакала, бородавочника, топі, канну, куду, шаблерога чорного, коба звичайного, імпалу та червоного лехве. В заповіднику проживає одна з найбільших в Африці популяцій африканських диких собак (Lycaon pictus pictus). Популяція там є предметом проекту, який виконується в цьому районі з 1989 року; тому собак часто можна побачити в нашийниках, які вдягнули їм дослідники.

## Історія
Заповідник був заснований у 1963 році, та був названий на честь вождя місцевого племені Батавана з Нгаміленду  Моремі III. Вдова вождя Моремі, Елізабет Пулейн Моремі, яка на той час керувала цією територією, вжила заходів для збереження дикої природи через її стурбованість тим, що полювання завдавало збитків популяції тварин. У 1970-х роках королівські мисливські угіддя вождя Моремі були включені до складу заповідника з метою його подальшого розширення.

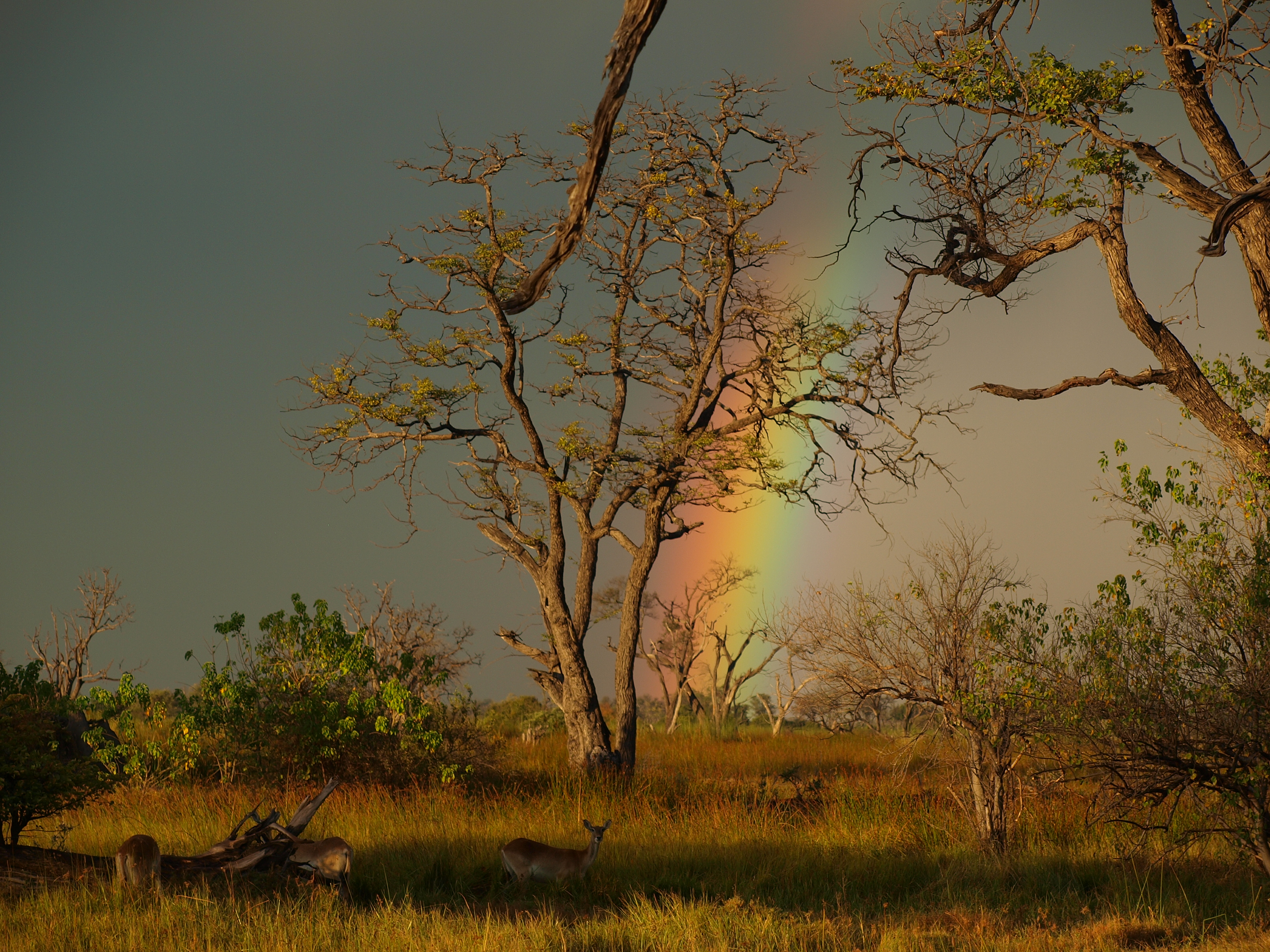
Заповідник моремі

## Браконьєрство
Починаючи з квітня 2019 року браконьєрство в заповіднику зросло до загрозливих масштабів. Організовані браконьєрські групи вбили 46 носорогів лише за 10 місяців, що становить майже 10% популяції носорогів Ботсвани, яка у 2019 році становила 500 особин. Офіційні особи побоювалися знищення обох видів носорогів, оскільки більшість носорогів Ботсвани кочують трав’янистими рівнинами північної дельти Окаванго, саме у заповіднику Моремі. Браконьєрство зумовлене високим попитом на ріг носорога, який коштує до 60 000 доларів США за кг.